# Porzellanfabrik Nathusius

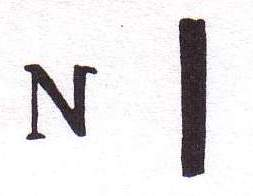
Zwei Varianten der Unterglasurmarken des Nathusius-Porzellans

Die Porzellanfabrik Nathusius (auch: Porcellan-Fabrik zu Althaldensleben) bestand von 1826 bis 1847 und war ein Teil der Nathusius Gewerbeanstalten in Althaldensleben. Sie war neben der Königlichen Porzellan-Manufaktur (KPM) in Berlin die bekannteste preußische Porzellanmanufaktur ihrer Zeit und begründete die Porzellanindustrie in Haldensleben.

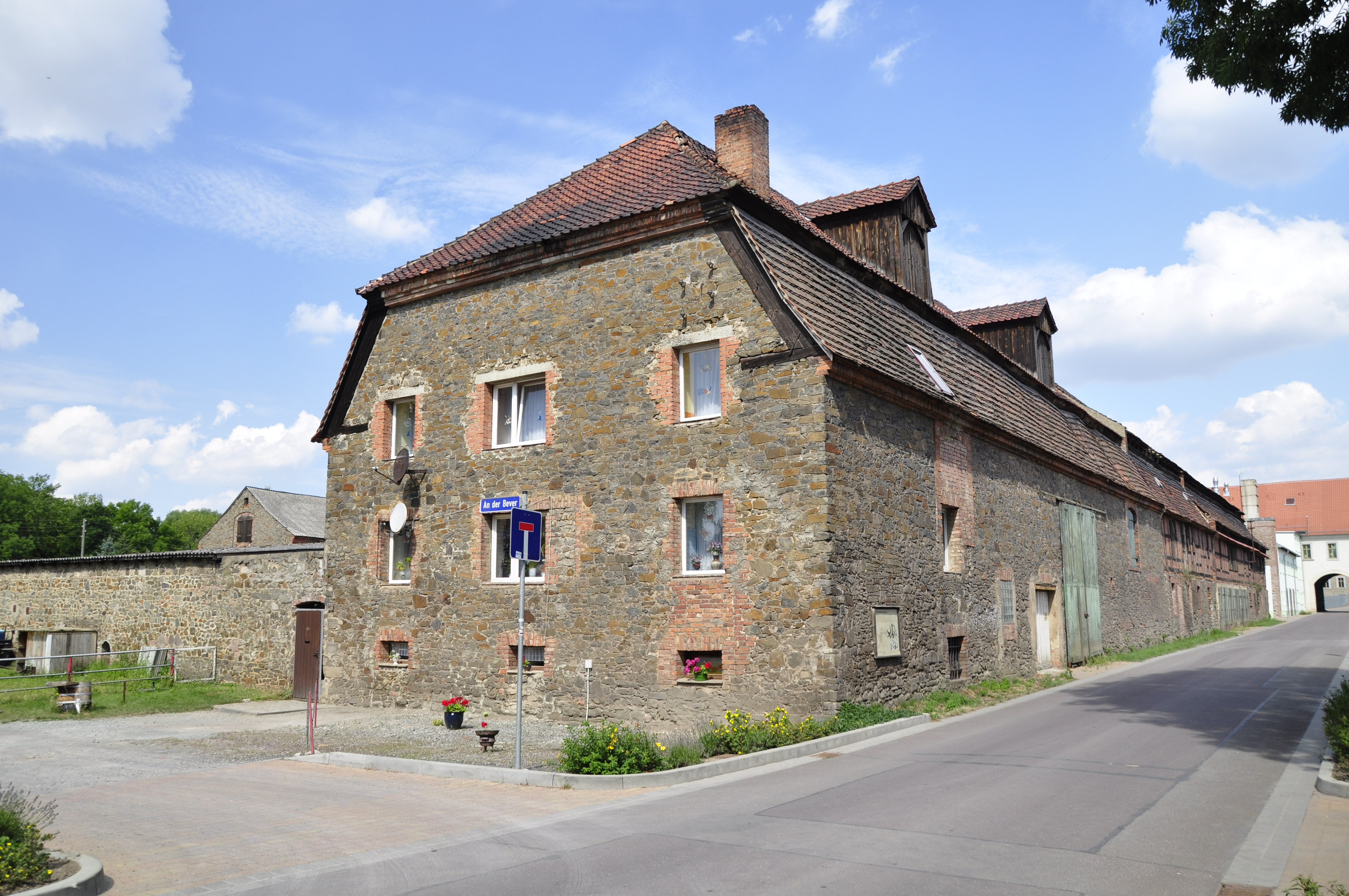
Historisches Fabrikgebäude, später teilweise zur Wohnnutzung umgewidmet

## Vorgeschichte
Mit dem Erwerb des säkularisierten Klostergutes Althaldensleben durch Johann Gottlob Nathusius im Jahr 1810 begann auch die Geschichte der Nathusius Gewerbeanstalten. In den folgenden Jahren errichtete Nathusius in Althaldensleben wie auch in dem benachbarten Hundisburg verschiedene Handelsgewerbe und Manufakturen. Dazu gehörten der Betrieb von Steinbrüchen, einer Töpferei, einer Ziegelei und einer Gipsherstellung.
Etwa ab 1813 wurde auch Steingut produziert. Nach 1810 wurde ein Fabrikgebäude in unmittelbarer Nähe des Althaldensleber Klostergutshofes errichtet. 1817 hatte die Steingut-Manufaktur bereits 24 Arbeiter und Mitte der 1820er Jahre erzielte Nathusius mit hochwertigen Produkten gute Ergebnisse. Nun wollte er das Geschäftsfeld erweitern und entschloss sich, zur aufwändigeren Porzellanerzeugung überzugehen. Die Steingutproduktion wurde auch aus humanitären Gründen reduziert, da das Glasieren des Steinguts wegen des Zusatzes von Blei für die Arbeiter gesundheitsschädlich war.

## Gründung
Nach vielen Versuchen und Anlaufschwierigkeiten wurde mit der Porzellanproduktion etwa 1827 begonnen. Nachdem Nathusius den französischen Porzellanmacher Defaussé kennengelernt hatte, engagierte er ihn und Defaussé zog mit Frau und Kind nach Althaldensleben. Ein kleiner französischer Ofen wurde in der Steingutfabrik erbaut, und Verträge zur Zulieferung von Kaolin, sogenannter „Porzellanerde“, mit Bauern aus der Gegend um Halle abgeschlossen.
Von denselben Lieferanten bezog bereits die Berliner KPM – ein Umstand, der zu einem Rechtsstreit führte. KPM forderte die Lieferanten auf, nur nach Berlin zu liefern und verwies darauf, dass Porzellanerde als Regalien in Anspruch genommen werden könne. Das Allgemeine Preußische Landrecht stand dem allerdings entgegen und die Regierung musste nachgeben. Das Koalit wurde auf dem Wasserweg über Saale und Elbe bis Magdeburg transportiert und von dort aus mit Pferdegespannen nach Althaldensleben gebracht. Als Brennmaterial wurde eigenes Holz und angekauftes aus umliegenden Wäldern verwendet.
In der vormaligen Walkmühle, in der Neuhaldensleber Tuchmacher bis zum Niedergang der Industrie ihre Gewebe hatten walken lassen, wurde ein benötigtes Schamottestampfwerk eingerichtet (1840 wurde die Anlage abgebrochen). Außerdem wurde eine Dampfmaschine mit acht Pferdestärken angeschafft. 1830 wurde diese oder eine Folge-Maschine allerdings durch ein pferdegetriebenes Göpelwerk ersetzt.
Im Jahr 1828 waren neben noch vorhandenen 28 Steingutdrehern bereits 12 Porzellandreher beschäftigt. Diese Arbeiter waren überwiegend geschulte Kräfte aus Magdeburger Betrieben, vor allem vermutlich der Fayence- und Steingutmanufaktur Guischard, zum Teil kamen sie auch aus Süddeutschland oder waren Franzosen aus Hugenottenkolonien.

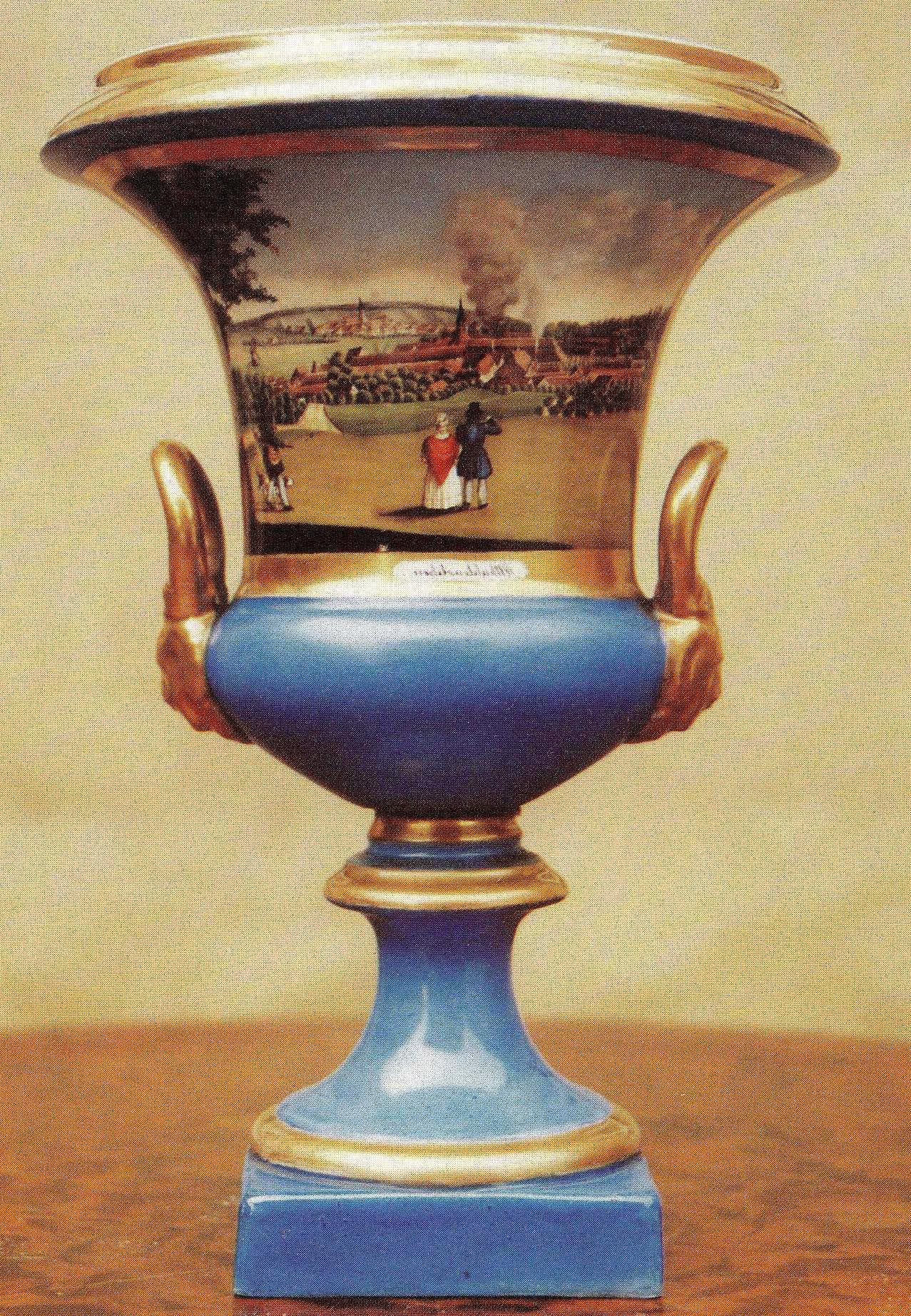
Kratervase aus der Nathusius’schen Porzellanfabrik, etwa von 1840: Ansicht von Althaldensleben mit deutlich erkennbarer Rauchentwicklung aus den Fabrikschornsteinen der Porzellanfabrik. Die Vase befindet sich im Besitz des Museums Haldensleben

## Höhepunkt

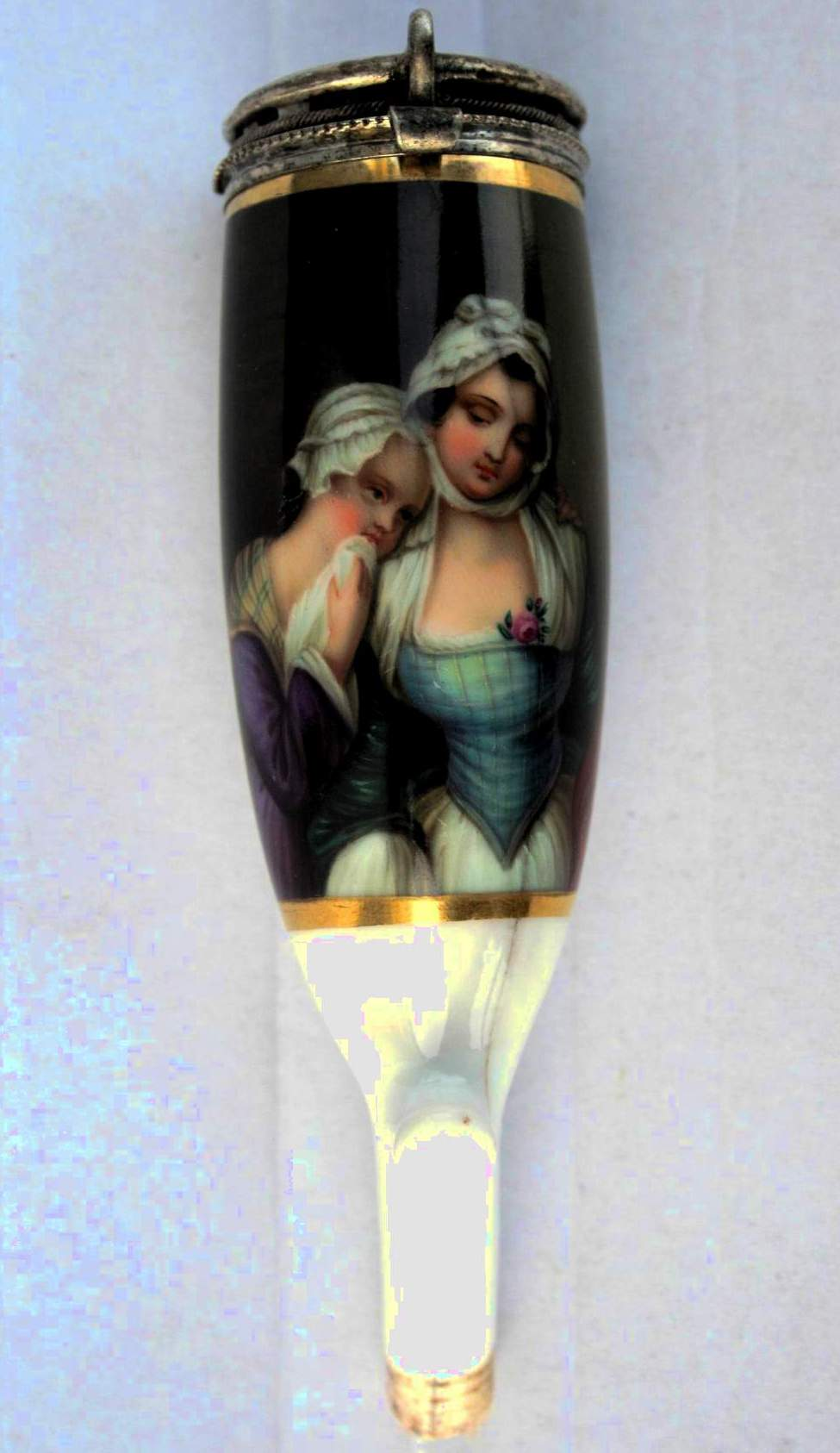
Porzellan-Pfeifenstummel um 1828, auf Vorderseite goldgerahmte erotische Szene im Stil Louis-seize, aus Privatbesitz Detlef Dauer

Die Fabrik entwickelte sich in den folgenden Jahren sehr erfolgreich. Absatzgebiete waren vor allem die östlichen Provinzen Preußens und Schlesien. Laufend mussten die genutzten Gebäude erweitert werden. Zusätzliche Brennöfen wurden errichtet, eine Kupferdruckerei eingerichtet (zum Aufdruck der schwarzen Verzierungen auf das erst rohgebrannte Porzellan). Es entstanden sogenannte Beamten- (leitendes Personal) und Arbeiterwohnungen, in der Gesamtheit entstand ein ganzes Gebäudequartier in Althaldensleben. Es wurde ein Atelier für Porzellanmalerei eingerichtet, in dem auch Mädchen beschäftigt wurden. Mitte der 1830er Jahre arbeiteten 200 bis 300 Menschen in der Porzellanfabrik. Die Öfen wurden mit Holz beschickt, der jährliche Verbrauch betrug 3.000 Klafter. Zeitgenössische Beschreibungen berichten von einer ständigen Verdunkelung des Bebertals durch den abgegebenen Rauch.
In hoher Qualität wurden Haushaltsgeschirr, aber auch Luxusartikel wie bemalte Vasen, Tassen, Büsten und Statuetten hergestellt. Schließlich wurde auch die Produktion von Pfeifenköpfen eingeführt, deren Deckel und Beschläge in einer zusätzlichen Werkstatt angefertigt wurden. Diese Pfeifenköpfe wurden zu einer Spezialität der Fabrik und wurden in großen Stückzahlen produziert und verkauft.
Als Unterglasurmarken wurden ein dicker Strich und das lateinische N verwendet. Auch die seltenen Marken lateinisches N unter Strich und NPM werden heute der Althaldensleber Fabrik zugeschrieben
Die Nathusius’sche Fabrik entwickelte sich zu einer ernsten Konkurrenz für KPM. Deren Direktor (von 1832 bis 1848) Georg Frick beschwerte sich bei der Überreichung der Jahresabrechnung 1837 an das preußische Finanzministerium über die zunehmende Verbreitung der Althaldensleber Produkte: … die Nathusius’sche Porzellanfabrik in AHL … hier beinah an allen Orten mit ihren Auktionen … Auch der königlich-schwedische Leibarzt und Chemiker Magnus von Pontin (1781–1858) bemerkte in seinen Aufzeichnungen zu einem Besuch in Althaldensleben, dass … die Porzellanfabrik … nächst der Berliner die bedeutendste hinsichtlich der Menge und Güte der Arbeit … sei.
Die Schriftstellerin und spätere Ehefrau von Philipp von Nathusius, Marie Nathusius geb. Scheele, beschrieb anlässlich ihres ersten Besuches in der Althaldensleber Porzellanfabrik in romanhafter Form den Herstellungsvorgang:

„In einem schmalen, langgestreckten Raum, dessen Fenster die Fülle des Lichtes einließen, wurden die Porzellangefäße bemalt. Da ging es still zu. Emsig pinselten die Meister und Gesellen und blickten kaum auf. Es kamen viele Fremde zur Besichtigung nach Haldensleben … Als der Meister merkte, daß das Fräulein ungewöhnlich Anteil an seiner Beschäftigung nahm, wurde er zugänglicher und begann zu erläutern. Er zeigte, wie man auf der Probetafel die Farben zusammenstellte, um ihren harmonischen Zusammenklang zu prüfen. Er lachte, als Marie nicht glauben wollte, daß die sonderbare Masse in einem der Töpfe wirklich Gold sei, und erklärte, daß Gold wahrhaftig erst durch das Feuer seine Echtheit erhielte. Etwas Silber sei beigemischt, das verleihe einen sanften Glanz. Auch ein wenig Glasfluß gehöre dazu, weil es die Haltbarkeit erhöhe. Zum Schluß müsse man das aufgetragene Gold fleißig glätten und polieren, damit es seine ganze Schönheit enthülle …“

Friedrich Julius Otto arbeitete ab Herbst 1830 im Anschluss an sein Studium als Chemiker an der Gewerbeanstalt in Althaldensleben. Neben anderen Aufgaben war er für die Farbenherstellung in der Porzellanfabrik verantwortlich.
Als Bestandteil der Gewerbeanstalten zog auch die Porzellanfabrik viele bedeutende Besucher nach Althaldensleben. So erwähnte Jakob Berzelius in seinen Reiseaufzeichnungen anerkennend die dortige … Fabrik für echtes Porzellan, sowie eine weitere für Fayencen oder solche Erzeugnisse wie sie Rörstrand herstellt, beide in grösserem Format als bei Letztgenanntem …

## Niedergang
Der Niedergang der Porzellanfabrik begann mit Inkrafttreten des Deutschen Zollvereins 1834. Dem folgte eine zunehmend stärkere Konkurrenz durch Porzellanhersteller aus Thüringen, denen die Althaldensleber Produktion wegen Standortnachteilen auf Dauer nicht gewachsen war. Zum einen fehlte ein Bahnanschluss, der die Anlieferung der Vorprodukte und den Vertrieb der Erzeugnisse verbilligt hätte. Außerdem war keine zur effektiven Befeuerung der Öfen benötigte Steinkohle vorhanden.
Allerdings hatten auch die erbenden Söhne Nathusius’ andere Interessen. Der hatte zunächst bestimmt, dass sein fünfter Sohn, Wilhelm von Nathusius, die Fabrik übernehmen solle. An dem Plan wurde auch noch nach dem Tod des Vaters 1835 festgehalten. Die Porzellanfabrik wurde zunächst vom älteren Bruder Philipp geleitet. Wilhelm wurde ab dem 14. Lebensjahr dort mit kaufmännischen Aufgaben betreut. Auch erhielt er eine Ausbildung von dem französischen Porzellanspezialisten Alexandre Brongniart und wurde zu Studien nach Paris und Berlin geschickt. Als Philipp jedoch die Leitung der nicht mehr profitablen Fabrik 1847 abgeben wollte, entschied Wilhelm sich, sie nicht weiterzuführen, sondern sich seinen landwirtschaftlichen und naturwissenschaftlichen Interessen zu widmen. Sie wurde eingestellt.
Gute Mitarbeiter wechselten zur Buckauer Porzellan-Manufaktur (1833–1926) oder bauten eigene Unternehmen auf. 1851 wurde auch die Steingutproduktion der Nathusius’ aufgegeben. Die nicht mehr genutzten Gebäude der Porzellan- und Steingutmanufaktur stehen noch heute.

## Bedeutung
Die Steingut- und Porzellanindustrie war in Haldensleben lange ein bedeutender Industriezweig, dessen Grundstein die Anlagen von Johann Gottlob Nathusius auf dem ehemaligen Klostergut bildete. Aus der untergegangenen Steingut- und Porzellanfabrik von Nathusius entwickelten sich bis 1900 neun Industriebetriebe in Alt- und Neuhaldensleben. Aus drei im Jahre 1945 bestehenden größeren Betrieben wurde 1948 der VEB Keramische Werke gebildet. Zusammen mit dem 1978 neu errichteten Sanitärporzellanwerk nahm dieser Betrieb einen bedeutenden Platz innerhalb der Volkswirtschaft der DDR ein. Heute sind diese Betriebe teilweise in der Haldensleber Tochtergesellschaft von Keramag aufgegangen.
Eines der bedeutendsten Haldensleber Unternehmen im 19. Jahrhundert war die Tonwarenfabrik Uffrecht & Co., die später als Carstens-Uffrecht firmierte. Die Firma war 1845 von Jakob Uffrecht in der Hinzenbergstraße gegründet worden. Der junge Porzellandreher Uffrecht war im Laufe seiner Handwerker-Wanderschaft am 3. November 1833 auf der Suche nach Arbeit nach Althaldensleben gekommen. Es gab dort aber keine freie Stelle in der Fabrik. Dennoch blieb Uffrecht eine Weile in Althaldensleben und bei einem Gespräch mit Arbeitern der Fabrik fiel denen seine Pfeife mit einem sechseckigen Pfeifenkopf aus Bayern auf. Der damalige Geschäftsführer der Porzellanfabrik fand ebenfalls Gefallen an dem Modell und erwog eine Produktion desselben. In seinen Erinnerungen führte Uffrecht zum weiteren Verlauf aus:

„Indessen ein dortiger geschickter Dreher meinte, er könne dies Modell schon machen, und fing nun damit an. Am anderen Tag brachte mir der Werkmeister meine Pfeife mit dem Bemerken, es wolle die Arbeit dem N. nicht gelingen und ich könnte nun meine Reise fortsetzen. Darüber wunderte ich mich und sagte, ohne mir irgend etwas dabei zu denken, das sei doch gar keine Kunst, das getraue ich mir ja zu machen. Darauf der Werkmeister: Warten Sie noch, ich werde dem Herrn Director davon Mitteilung machen. Kurz, letzterer sagte, ich solle das Modell machen und wenn es gut sei, könne ich als Modelleur hier bleiben … Nun machte ich das Modell, und es war gut befunden. Es war ja aber auch eine so leichte Arbeit. Jetzt war ich auf einmal Modelleur in einer großen Porzellan- und Steingutfabrik und nun diente mir das in der Ulmer Fabrik u. bei H. Ed. Mauch und H. Redmann Gelernte ganz vorzüglich. In den nächsten Jahren hatte ich nur Modelle von anderen Fabriken nachzumachen. Vom Musterschutz hatte man ja in Deutschland noch keine Ahnung. Jeder kopierte (d. h. stahl), was ihm gefiel, besonders von den Franzosen, und hielt dies für ganz erlaubt und ehrenhaft …“

Uffrecht arbeitete 10 Jahre (bis zum Oktober 1843) in der Nathusius-Fabrik und gründete nach einer kurzzeitigen Folge-Anstellung in einer Magdeburger Porzellanfabrik seine eigene Firma.
Auch bei den Produkten der Buckauer Porzellan Manufaktur, die zunächst einfache und nutzwertige Haushaltsware und Waschausstattung herstellte und erst später mit der Produktion edlerer Kaffee- und Teeservices sowie Hotel- und Restaurant-Porzellans begann, ist eine wesentliche Beeinflussung der Designs von den Produkten der Nathusius Porzellanfabrik erkennbar.

### Museumsstücke
Porzellanerzeugnisse aus der Nathusius-Fabrik – seit 160 Jahren nicht mehr produziert – sind begehrte Sammlerstücke. Sie werden auf Kunstauktionen versteigert und in verschiedenen Museen ausgestellt: Bereits 1871 wurde Nathusius-Porzellan im Museum von Sèvres gezeigt. Das Museum in Haldensleben besitzt eine kleine Kollektion. Auch im Historischen Museum für Mittelanhalt und der Bach-Gedenkstätte in Köthen befinden sich Einzelstücke. Die Stiftung Weimarer Klassik und Kunstsammlungen ist im Besitz einer Ansichtentasse von Schillers Haus an der Esplanade von etwa 1830 aus Nathusius-Fabrikation. Auf einer Ausstellung des Kulturhistorischen Museums in Magdeburg (Die Seele möchte fliegen. Marie Nathusius (1817–1857). Ein Frauenleben zwischen Anpassung und Aufbruch) vom November 2007 bis März 2008 wurden verschiedene Exponate gezeigt.

### Galerie

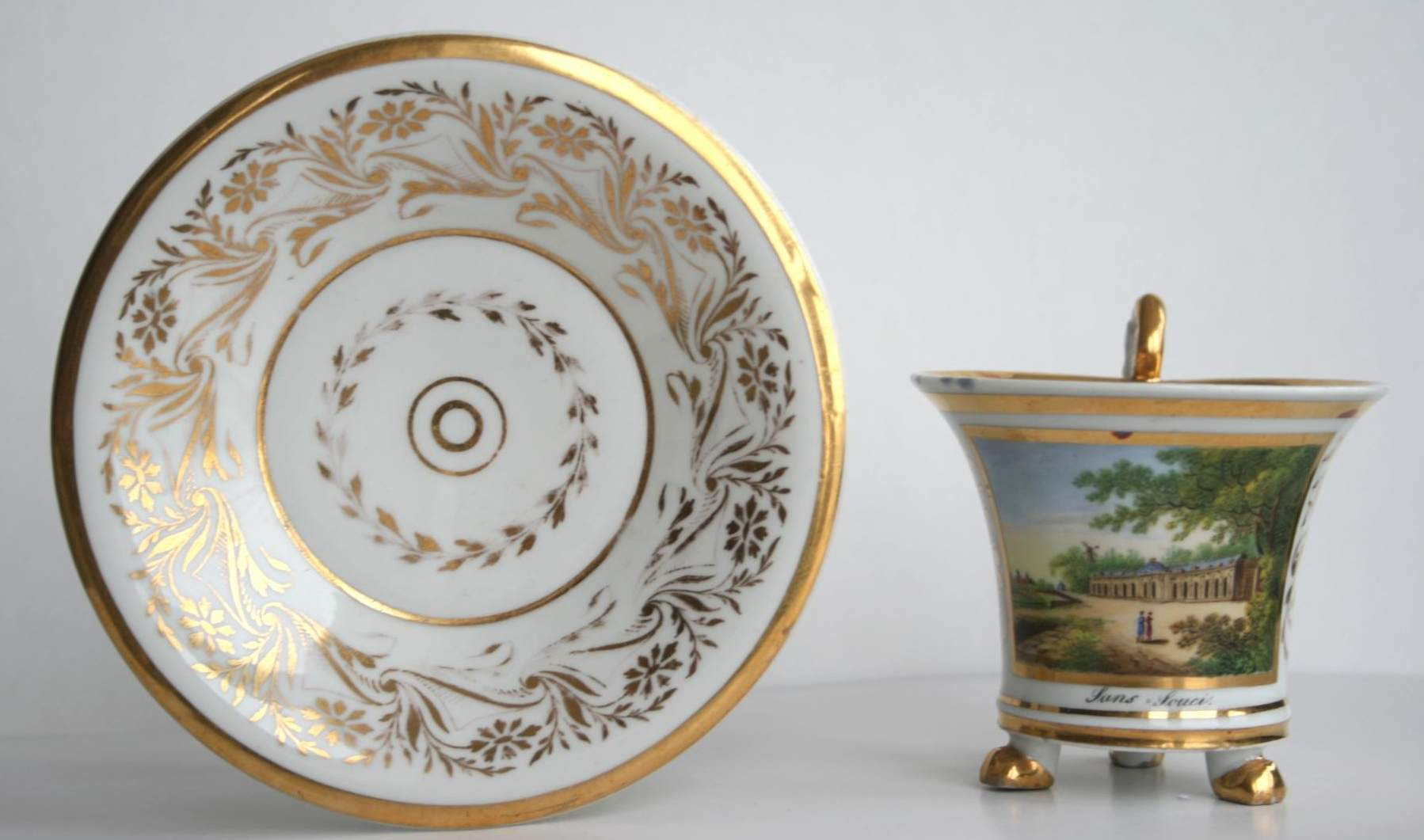
Ansichtentasse Schloss Sans-Souci in Potsdam, etwa 1830, aus Privatbesitz Detlef Dauer
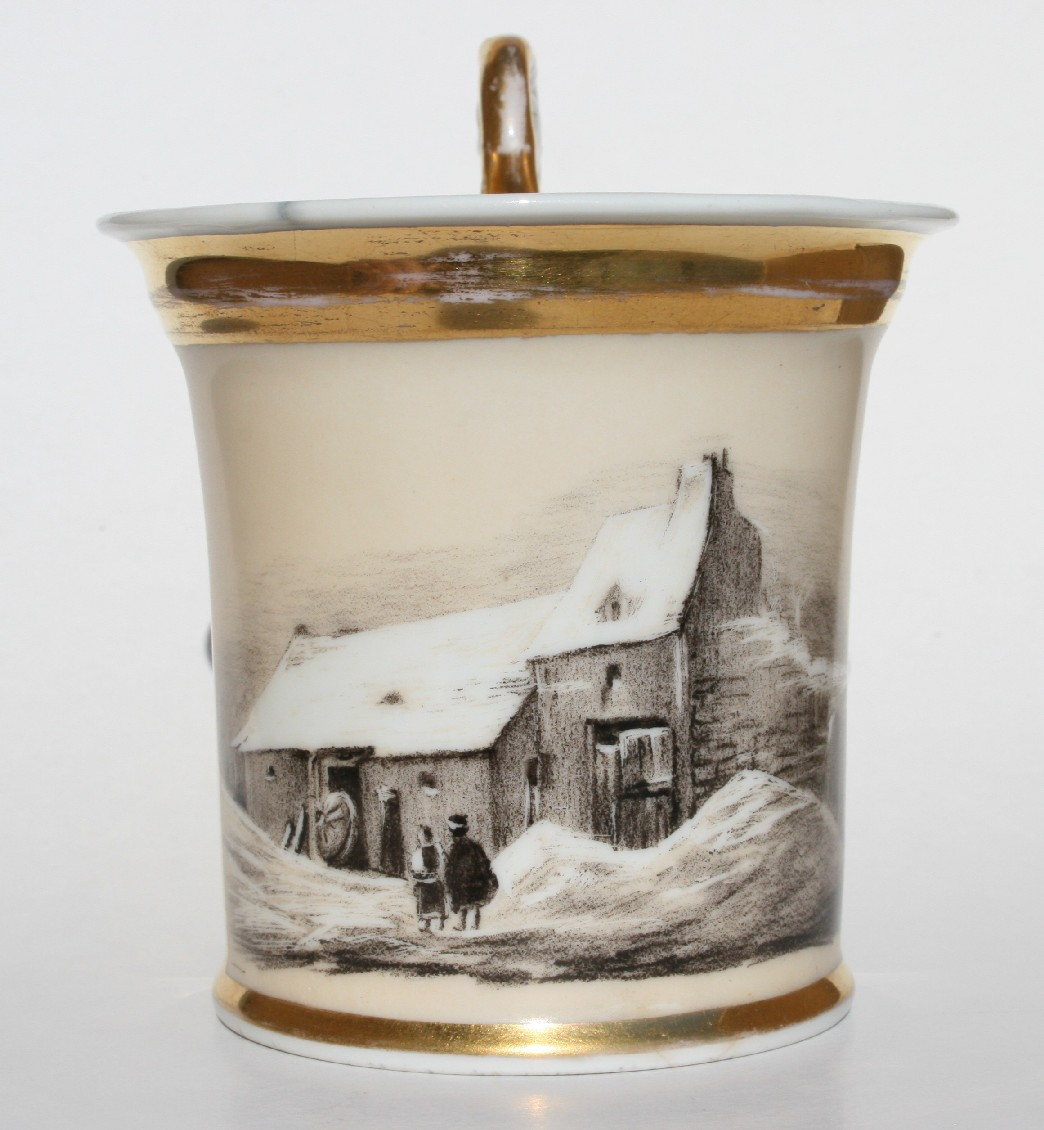
Tasse mit Grisaillemalerei, etwa 1828, aus Privatbesitz Detlef Dauer
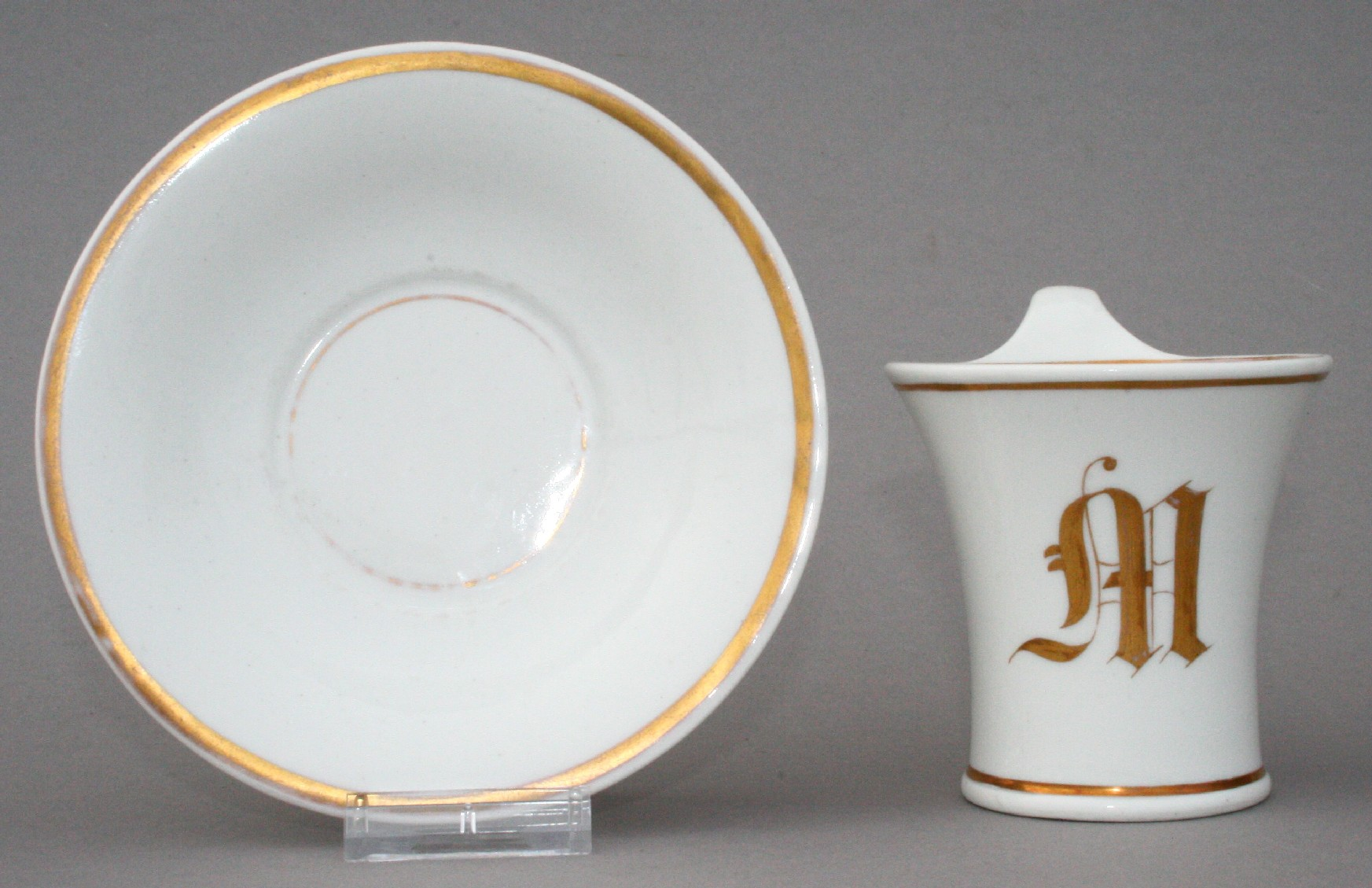
Tasse mit Monogramm, etwa 1830, aus Privatbesitz Detlef Dauer
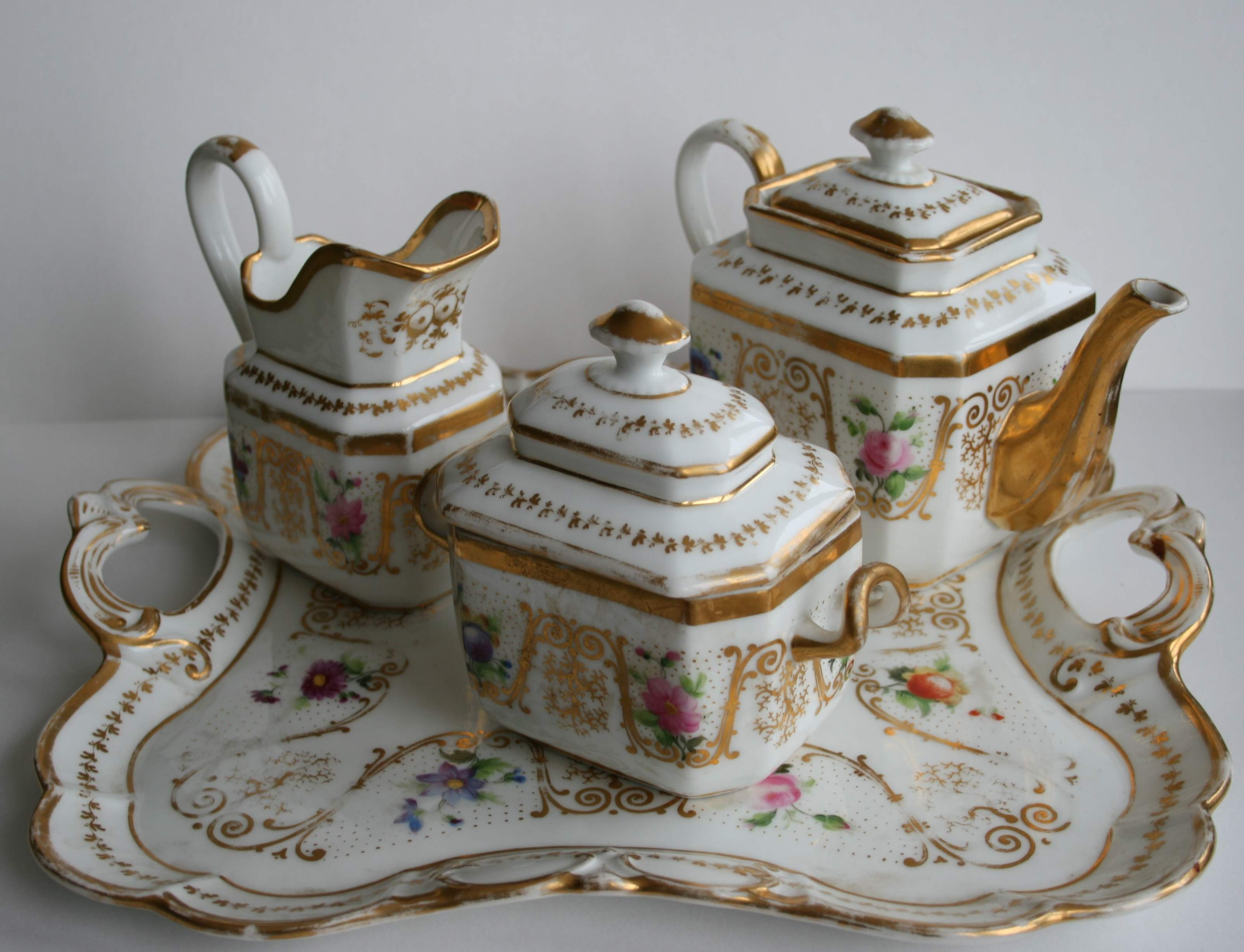
Kaffee- und Teeservice (Teile) „Achteckig längliche Form zu 3 Personen“ gem. Preisliste von etwa 1828, aus Privatbesitz Detlef Dauer
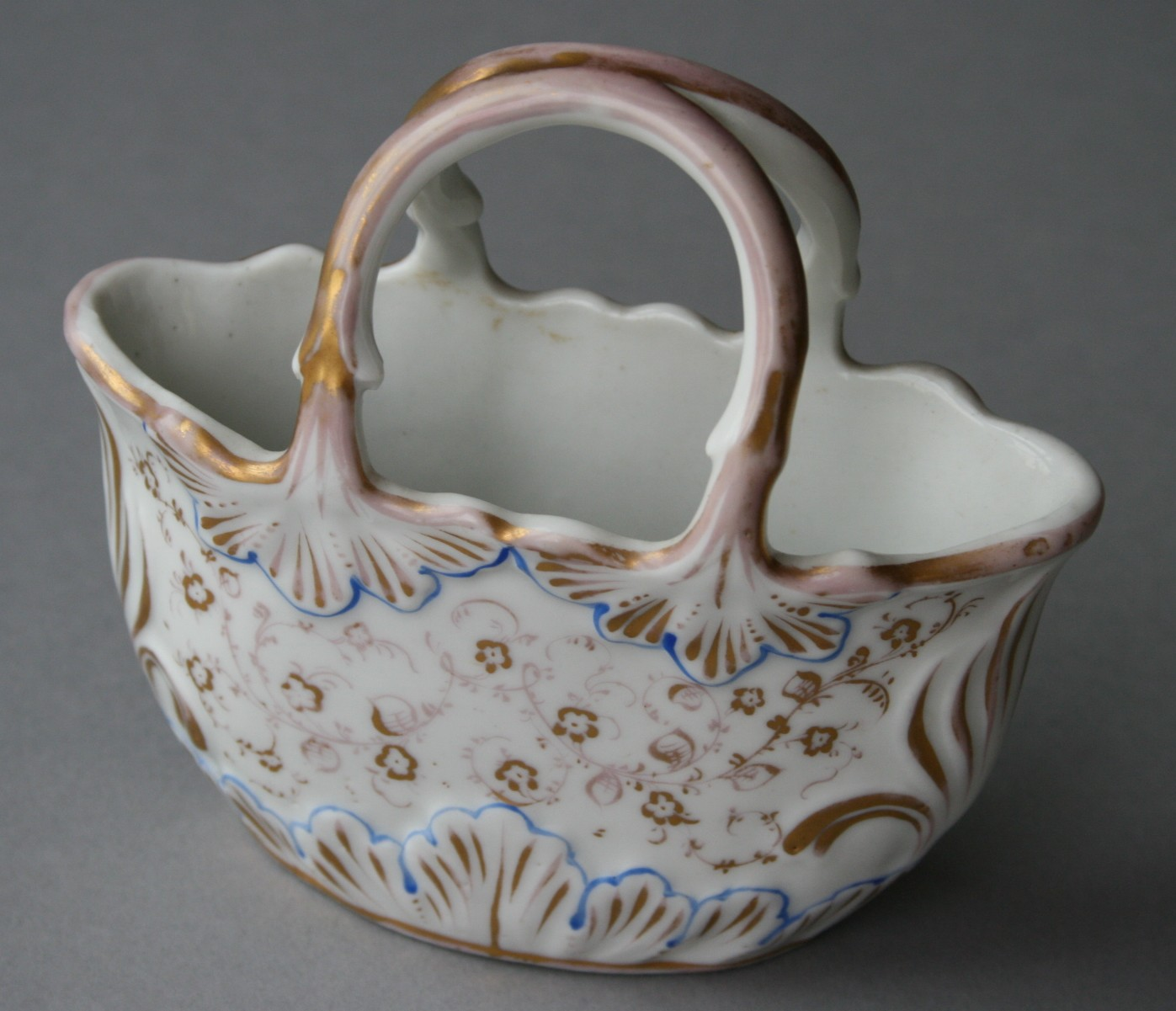
Porzellankörbchen, etwa 1830, aus Privatbesitz Detlef Dauer
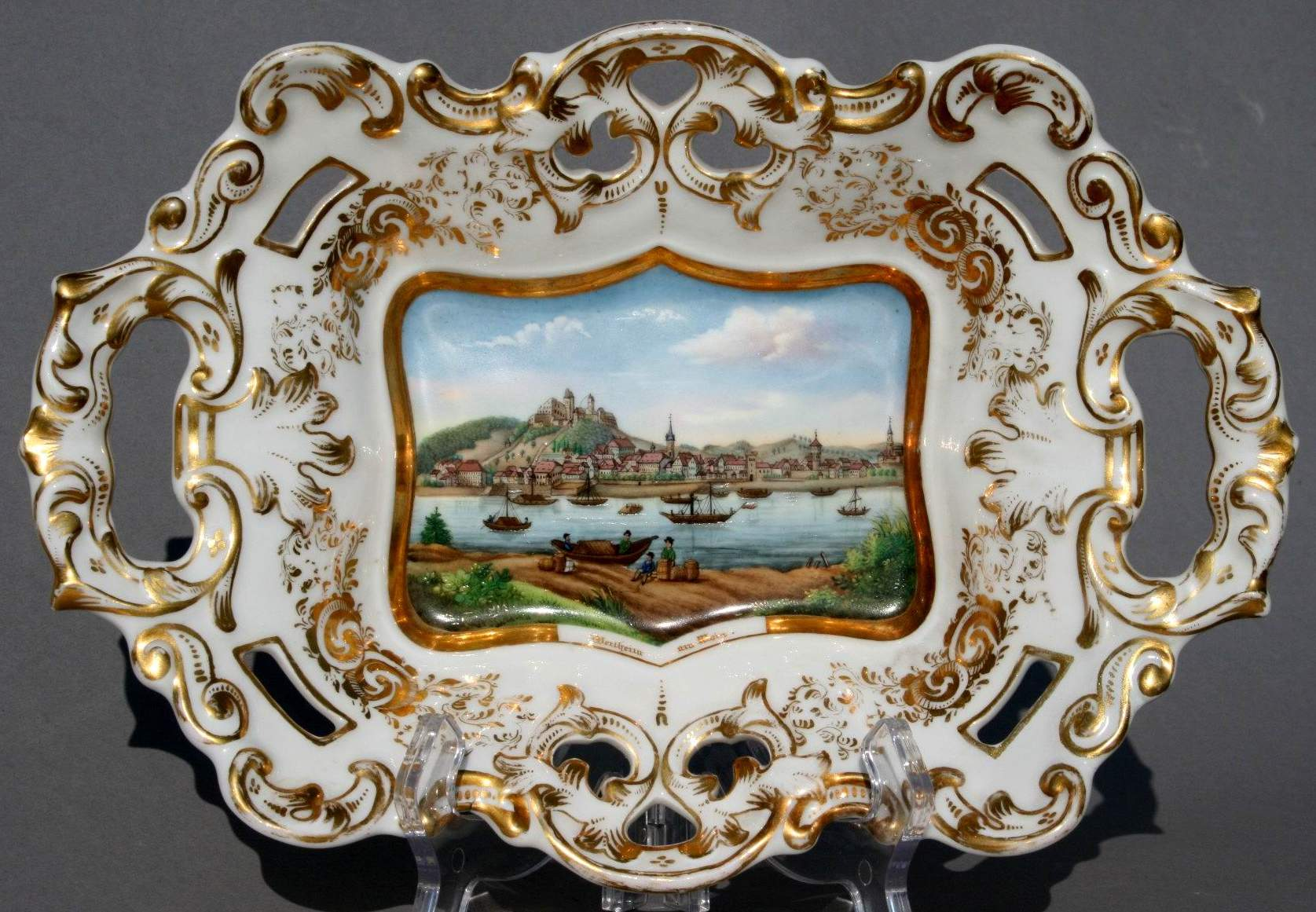
Kuchenkorb um 1842, im Spiegel polychrome Ansicht von Wertheim nach einer Lithographie von A. Schleich, aus Privatbesitz Detlef Dauer
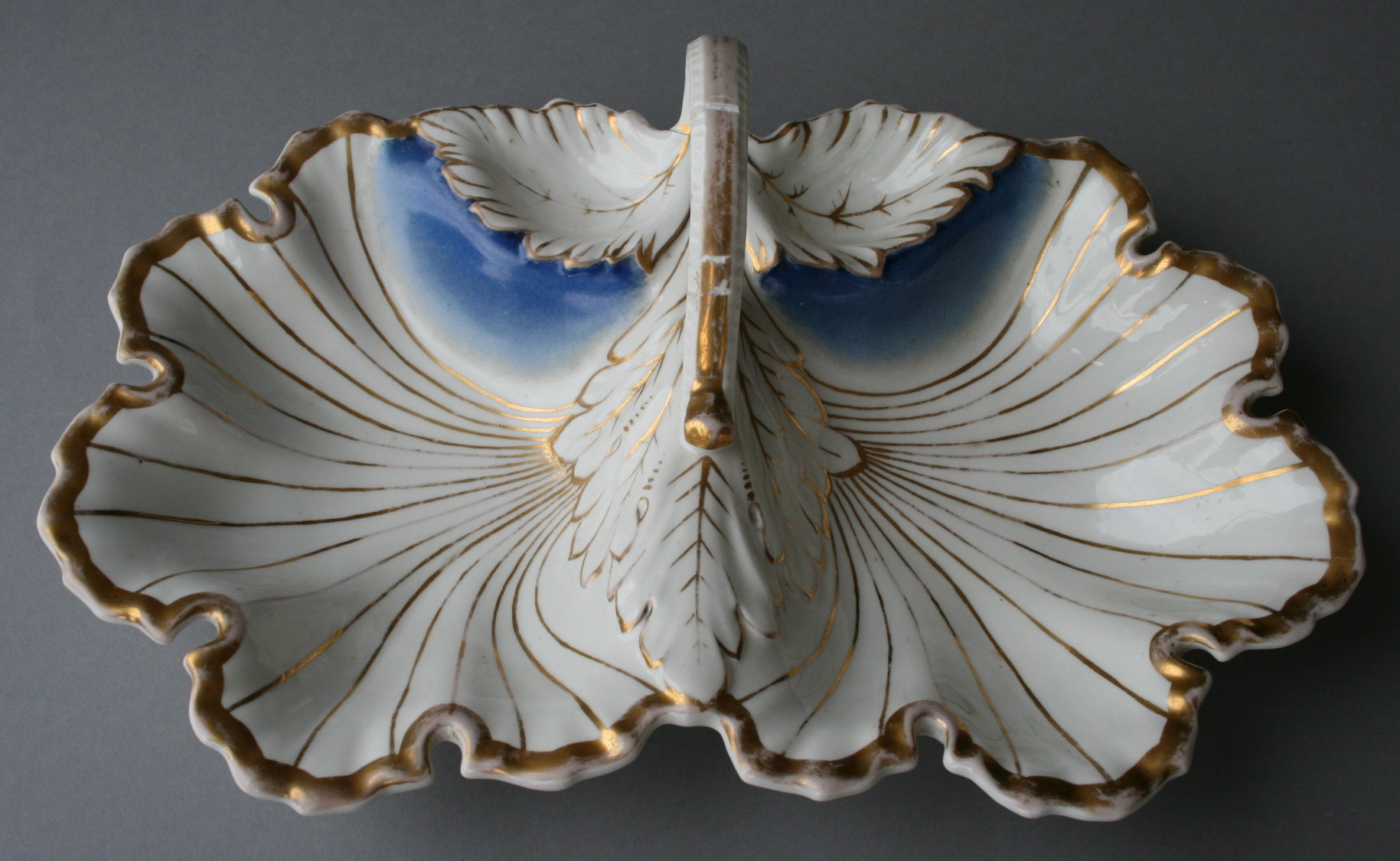
Cabaret, etwa 1837, aus Privatbesitz Detlef Dauer
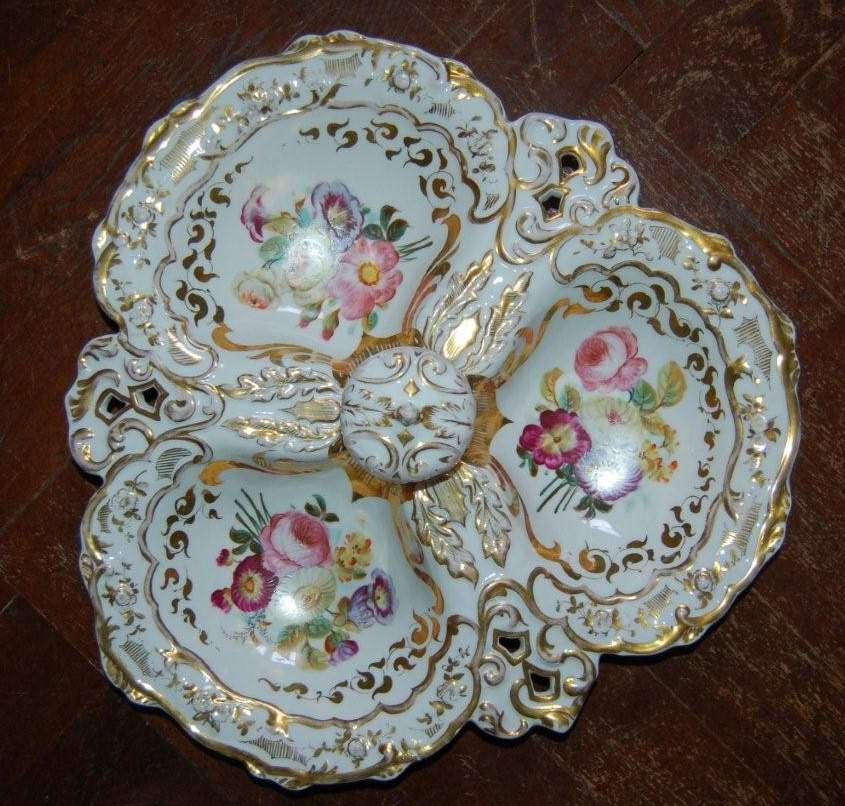
Dreiteilige Schüssel, Durchmesser 36 cm, etwa 1830, aus Privatbesitz Nikolaus von Nathusius